# Iman Shumpert
Pour les articles homonymes, voir Iman.
Iman Asante Shumpert, né le 26 juin 1990 à Berwyn dans l'Illinois, est un joueur américain de basket-ball. Il évolue au poste d'arrière.

## Biographie

### Carrière NCAA
Iman Shumpert joue trois saisons en National Collegiate Athletic Association (NCAA), chez les Yellow Jackets de Georgia Tech.
Pour sa première saison universitaire, il marque en moyenne de 10,6 points à 39,1 % au tir, fait cinq passes décisives, prend 3,9 rebonds et fait 2,1 interceptions pour 31 matchs joués. Pour sa deuxième saison, en moyenne, il marque dix points à 38,5 %, fait quatre passes, prend 3,6 rebonds et fait 1,9 interception pour trente matchs joués. Pour sa troisième et dernière saison universitaire, il marque 17,3 points à 40,6 %, 3,5 passes, 5,9 rebonds et 2,7 interceptions pour 31 matchs joués.
Il s'inscrit à la draft 2011 de la NBA.

### Carrière professionnelle

#### Knicks de New York (2011-2015)

##### Saison 2011-2012
Le 23 juin 2011, il est sélectionné à la 17e place de la draft 2011 de la NBA par les Knicks de New York.
Iman Shumpert effectue sa première saison professionnelle chez les Knicks de New York. Immédiatement, il est apprécié par les fans et par ses partenaires grâce à son dynamisme sur le terrain et sa bonne défense. Lors de son premier match contre les Celtics de Boston le 25 décembre 2011, Iman Shumpert quitte le terrain sur blessure. Il manque quatre matchs de saison régulière pour revenir le 6 janvier 2012 contre les Bobcats de Charlotte où là encore il obtient de bonnes statistiques (18 points à 6 sur 10 et cinq rebonds). Il joue son premier match en tant que titulaire contre les Pistons de Détroit le 7 janvier 2012. À l'issue de cette première saison, où ses statistiques sont de 9,5 points, 3,9 rebonds, 3,5 passes, 1,7 interception et 0,1 contre, il figure dans le premier cinq des débutants, ou rookie, partageant la cinquième place avec Kawhi Leonard et Brandon Knight.
Le 28 avril 2012, il se blesse au genou gauche lors du premier match du premier tour des playoffs 2012 face au Heat de Miami, seul, alors qu'il remontait le terrain avec le ballon.

##### Saison 2012-2013
Iman Shumpert manque la première partie de sa deuxième saison à la suite de sa blessure en playoffs.
Le 17 janvier, il reprend la compétition contre les Pistons de Détroit, à l'O2 Arena de Londres. Pour ce match, il marque huit points, prend trois rebonds, offre une passe décisive, fait une interception et contre un ballon. Cependant, pour cette fin de saison son temps de jeu est plus faible et ses statistiques sont en baisse par rapport à la première (6,8 points, trois rebonds, 1,7 passe décisive).
Les Knicks se qualifient à la deuxième place de la conférence Est et jouent les playoffs. Lors du premier tour, les Knicks s'imposent 4-2 dans la série face aux Celtics de Boston, Shumpert affiche des moyennes de neuf points et 6,8 rebonds sur la série.

##### Saison 2013-2014
En juillet 2013, il joue un match de la NBA Summer League avec les Knicks, qu'il termine avec deux points, six rebonds et quatre passes décisives dans la défaite des Knicks 72 à 77 contre les Pelicans de La Nouvelle-Orléans.
Le 12 décembre 2014, il se disloque l'épaule gauche dans le second quart-temps du match contre les Celtics de Boston, remporté par les Knicks 101 à 95 et doit s'absenter trois semaines des terrains.
En février 2014, avant la limite des transferts, il est tout proche de rejoindre le Thunder d'Oklahoma City contre un futur premier tour de draft mais l'offre est refusée par les Knicks.

#### Cavaliers de Cleveland (2015-2018)
Le 5 janvier 2015, Iman Shumpert rejoint les Cavaliers de Cleveland dans le cadre d'un transfert impliquant trois franchises, les Knicks de New York, les Cavaliers et le Thunder d'Oklahoma City.
Le 23 janvier, il fait ses débuts avec les Cavaliers et termine avec huit points, deux rebonds et deux passes décisives lors de la victoire des siens contre les Hornets de Charlotte.
Le 1er juillet, il prolonge avec les Cavaliers de Cleveland pour quarante million sur quatre ans.

#### Kings de Sacramento (2018-2019)
Le 8 février 2018, il fait partie d'un échange entre les Cavaliers, les Kings de Sacramento et le Jazz de l'Utah, qui l'envoie à Sacramento.
Le 8 juin 2018, il active son option de joueur sur son contrat et reste aux Kings pour onze millions de dollars.

#### Rockets de Houston (2019)
Le 6 février 2019, il fait une nouvelle fois partie d'un échange entre trois équipes comprenant les Kings de Sacramento, les Cavaliers de Cleveland et les Rockets de Houston, ces derniers récupèrent Shumpert.
Le 17 septembre 2019, il refuse l'offre de prolongation des Rockets et devient agent libre.

#### Nets de Brooklyn (2019, 2021)
Le 13 novembre 2019, il s'engage avec les Nets de Brooklyn.
Le 12 décembre 2019, alors que les Nets de Brooklyn enregistrent le retour de suspension de Wilson Chandler, il est coupé par la franchise new-yorkaise.
Le 30 janvier 2021, les Nets signent Shumpert. Il est ensuite licencié puis resigné fin février pour un contrat de 10 jours.

### Autres activités
Shumpert a sorti un album de rap.
En 2021, avec sa partenaire de danse Daniella Karagach (en), Shumpert remporte la 30e édition de Dancing with the Stars, un concours télévisé américain de danse auquel participent des stars.

## Statistiques
Légende :
| Champion NBA |

gras = ses meilleures performances

### Universitaires
| Saison    | Équipe       | Matchs | Titul. | Min./m | % Tir | % 3pts | % LF | Rbds/m. | Pass/m. | Int/m. | Ctr/m. | Pts/m. |
| --------- | ------------ | ------ | ------ | ------ | ----- | ------ | ---- | ------- | ------- | ------ | ------ | ------ |
| 2008-2009 | Georgia Tech | 31     | 31     | 31,6   | 39,1  | 31,4   | 65,6 | 3,90    | 4,97    | 2,06   | 0,19   | 10,65  |
| 2009-2010 | Georgia Tech | 30     | 29     | 30,1   | 38,5  | 33,3   | 72,0 | 3,60    | 3,97    | 1,93   | 0,17   | 9,97   |
| 2010-2011 | Georgia Tech | 31     | 31     | 32,0   | 40,6  | 27,8   | 80,1 | 5,90    | 3,48    | 2,74   | 0,19   | 17,32  |
| Total     |              | 92     | 91     | 31,3   | 39,6  | 30,5   | 73,6 | 4,48    | 4,14    | 2,25   | 0,18   | 12,67  |

### Professionnels

#### Saison régulière NBA
| Saison    | Équipe     | Matchs | Titul. | Min./m | % Tir | % 3pts | % LF | Rbds/m. | Pass/m. | Int/m. | Ctr/m. | Pts/m. |
| --------- | ---------- | ------ | ------ | ------ | ----- | ------ | ---- | ------- | ------- | ------ | ------ | ------ |
| 2011-2012 | New York   | 59     | 35     | 28,9   | 40,1  | 30,6   | 79,8 | 3,15    | 2,78    | 1,71   | 0,14   | 9,54   |
| 2012-2013 | New York   | 45     | 45     | 22,1   | 39,6  | 40,2   | 76,6 | 3,02    | 1,67    | 0,96   | 0,16   | 6,78   |
| 2013-2014 | New York   | 74     | 58     | 26,5   | 37,8  | 33,3   | 74,6 | 4,16    | 1,74    | 1,24   | 0,18   | 6,69   |
| 2014-2015 | New York   | 24     | 24     | 26,0   | 40,9  | 34,8   | 67,6 | 3,38    | 3,25    | 1,25   | 0,12   | 9,33   |
| 2014-2015 | Cleveland  | 38     | 1      | 24,2   | 41,0  | 33,8   | 66,7 | 3,76    | 1,50    | 1,34   | 0,34   | 7,16   |
| 2015-2016 | Cleveland  | 54     | 5      | 24,4   | 37,4  | 29,5   | 78,4 | 3,76    | 1,70    | 1,00   | 0,35   | 5,76   |
| 2016-2017 | Cleveland  | 76     | 31     | 25,5   | 41,1  | 36,0   | 78,9 | 2,87    | 1,43    | 0,82   | 0,36   | 7,46   |
| 2017-2018 | Cleveland  | 14     | 6      | 19,7   | 37,9  | 26,9   | 73,3 | 2,93    | 1,21    | 0,64   | 0,29   | 4,43   |
| 2018-2019 | Sacramento | 42     | 40     | 26,2   | 38,2  | 36,6   | 82,9 | 3,07    | 2,17    | 1,12   | 0,48   | 8,90   |
| 2018-2019 | Houston    | 20     | 1      | 19,1   | 34,7  | 29,6   | 50,0 | 2,70    | 1,05    | 0,60   | 0,20   | 4,55   |
| Total     |            | 446    | 246    | 25,2   | 39,3  | 34,0   | 76,6 | 3,36    | 1,87    | 1,12   | 0,26   | 7,32   |

Mise à jour le 11 avril 2019

#### Playoffs NBA
| Saison | Équipe    | Matchs | Titul. | Min./m | % Tir | % 3pts | % LF | Rbds/m. | Pass/m. | Int/m. | Ctr/m. | Pts/m. |
| ------ | --------- | ------ | ------ | ------ | ----- | ------ | ---- | ------- | ------- | ------ | ------ | ------ |
| 2012   | New York  | 1      | 1      | 19,3   | 0,0   | 0,0    | 0,0  | 1,00    | 0,00    | 1,00   | 0,00   | 0,00   |
| 2013   | New York  | 12     | 12     | 28,1   | 41,0  | 42,9   | 85,7 | 6,00    | 1,33    | 1,08   | 0,25   | 9,33   |
| 2015   | Cleveland | 20     | 16     | 34,8   | 36,0  | 35,5   | 75,0 | 4,90    | 1,15    | 1,25   | 0,80   | 9,05   |
| 2016   | Cleveland | 21     | 0      | 17,5   | 41,7  | 38,2   | 63,6 | 2,24    | 0,81    | 0,48   | 0,14   | 3,33   |
| 2017   | Cleveland | 17     | 0      | 16,2   | 41,7  | 38,5   | 82,4 | 2,76    | 0,94    | 0,59   | 0,18   | 4,35   |
| 2019   | Houston   | 8      | 0      | 13,7   | 38,5  | 36,4   | 25,0 | 1,50    | 0,25    | 0,12   | 0,00   | 3,62   |
| Total  |           | 79     | 29     | 22,8   | 38,8  | 37,6   | 74,4 | 3,51    | 0,94    | 0,76   | 0,32   | 5,90   |

Mise à jour le 13 juin 2019

## Records sur une rencontre en NBA
Les records personnels d'Iman Shumpert, officiellement recensés par la NBA sont les suivants
| Type de statistique         | Saison régulière | Saison régulière                                 | Saison régulière               | Playoffs | Playoffs                             | Playoffs                  |
| Type de statistique         | Record           | Adversaire                                       | Date                           | Record   | Adversaire                           | Date                      |
| --------------------------- | ---------------- | ------------------------------------------------ | ------------------------------ | -------- | ------------------------------------ | ------------------------- |
| Points en un match          | 27               | @ Spurs de San Antonio @ Thunder d'Oklahoma City | 2 janvier 2014 21 octobre 2018 | 22       | Bulls de Chicago                     | 4 mai 2015                |
| Paniers marqués en un match | 10               | Magic d'Orlando @ Spurs de San Antonio           | 28 mars 2012 2 janvier 2014    | 8        | Bulls de Chicago                     | 4 mai 2015                |
| Paniers tentés en un match  | 21               | Magic d'Orlando                                  | 28 mars 2012                   | 17       | Bulls de Chicago                     | 4 mai 2015                |
| Paniers à 3 points réussis  | 6                | @ Spurs de San Antonio @ Rockets de Houston      | 2 janvier 2014 3 janvier 2014  | 5        | @ Pacers de l'Indiana                | 18 mai 2013               |
| Paniers à 3 points tentés   | 10               | Magic d'Orlando                                  | 28 mars 2012                   | 10       | Bulls de Chicago                     | 4 mai 2015                |
| Lancers francs réussis      | 7                | Celtics de Boston                                | 3 novembre 2016                | 8        | @ Celtics de Boston                  | 26 avril 2015             |
| Lancers francs tentés       | 10               | Trail Blazers de Portland Jazz de l'Utah         | 14 mars 2012 9 mars 2013       | 8        | @ Celtics de Boston                  | 26 avril 2015             |
| Rebonds offensifs           | 6                | Celtics de Boston @ Heat de Miami                | 5 mars 2016 6 avril 2014       | 4        | Bulls de Chicago @ Celtics de Boston | 12 mai 2015 28 avril 2013 |
| Rebonds défensifs           | 10               | Celtics de Boston                                | 5 mars 2016                    | 9        | @ Celtics de Boston                  | 26 avril 2015             |
| Rebonds totaux              | 16               | Celtics de Boston                                | 5 mars 2016                    | 12       | @ Celtics de Boston                  | 28 avril 2013             |
| Passes décisives            | 9                | @ Hawks d'Atlanta                                | 13 novembre 2013               | 4        | 3 fois                               |                           |
| Interceptions               | 6                | 3 fois                                           |                                | 4        | @ Warriors de Golden State           | 4 juin 2015               |
| Contres                     | 2                | 10 fois                                          |                                | 3        | @ Celtics de Boston Bulls de Chicago | 26 avril 2015 12 mai 2015 |
| Balles perdues              | 7                | @ Celtics de Boston                              | 12 avril 2015                  | 4        | Celtics de Boston                    | 20 avril 2013             |
| Minutes jouées              | 45               | Bulls de Chicago                                 | 8 avril 2012                   | 44       | @ Celtics de Boston                  | 28 avril 2013             |

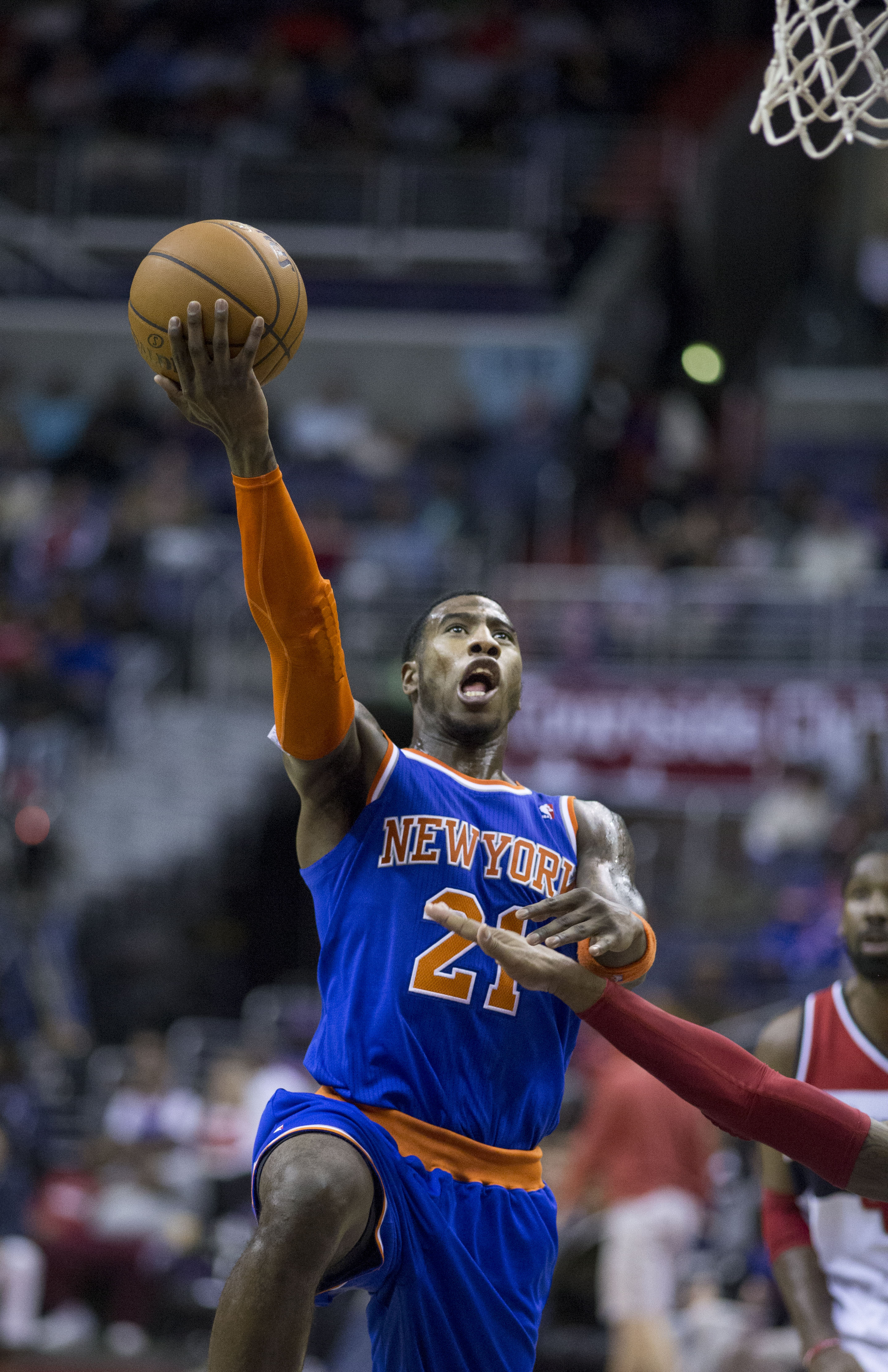
Iman Shumpert en novembre 2013.

- Double-double : quatre (dont un en playoffs) (27 février 2015)
- Triple-double : aucun.

## Palmarès
- Champion NBA 2016, avec les Cavaliers de Cleveland.
- Champion de la Conférence est, en 2015 et 2016, avec les Cavaliers de Cleveland
- Champion de la Division Centrale, en 2015, avec les Cavaliers de Cleveland
- Champion de la Division Atlantique, en 2013, avec les Knicks de New York.
- NBA All-Rookie First Team (2012)
- Second team All-ACC (2011)
- ACC All-Defensive Team (2011)
- ACC All-Freshman Team (2009)
- McDonald's All-American (2008)

## Vie privée
Shumpert est le compagnon de la chanteuse Teyana Taylor. Le 16 décembre 2015, il devient père, d'une fille prénommée Iman Tayla Shumpert Jr., pour la première fois. En 2020, il devient le père de son second enfant, une fille nommée Rue Rose Shumpert.